# ビーチ・ニューマチック・トランジット
ビーチ・ニューマチック・トランジット（英：Beach Pneumatic Transit)は、1860年代に発明家アルフレッド・E・ビーチが考案したニューヨークの地下交通システムである。政治的圧力や経済恐慌が障壁となりデモンストレーション運転のみで終わったが、ニューヨークで最初の「地下鉄」となった。

## 起案〜発表
発明家・特許代理人のアルフレッド・イーリー・ビーチ(Alfred Ely Beach,1826-1896)は、23歳の頃、ニューヨークの渋滞を解消できないかと地下道を造って馬車を走らせるアイデアを思い描いた。それから15年を経て、1864年に南ロンドンのクリスタルパレス公園で実験が行われた空気圧鉄道や、ロンドンで実用化された郵便気送管からヒントを得て「ニューマチック・トランジット」を考案した。ニューマチックとはチューブ(トンネル)内を加圧または減圧し、その気圧差で物体を動かすシステムである。

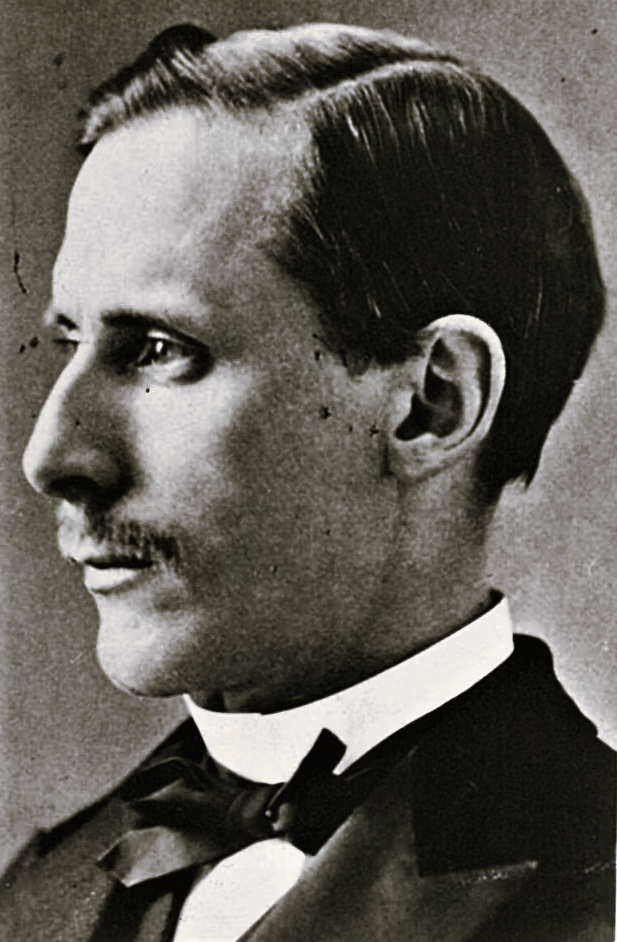
アルフレッド・Ｅ・ビーチ(44歳)

40歳でビーチ・ニューマチック・トランジット社を立ち上げ、1867年のニューヨーク発明家協会の展示会で、直径2.4m、長さ30mの合板製のチューブで実際に空気圧を利用した乗り物を動かしてみせた。100馬力の蒸気エンジンブロアを回すと10人乗りの乗り物が静かに動き出し、ブロアを反転させると元の場所に戻ってきた。6週間の開催期間中に延べ7万5千人以上が乗車するという盛況ぶりであった。

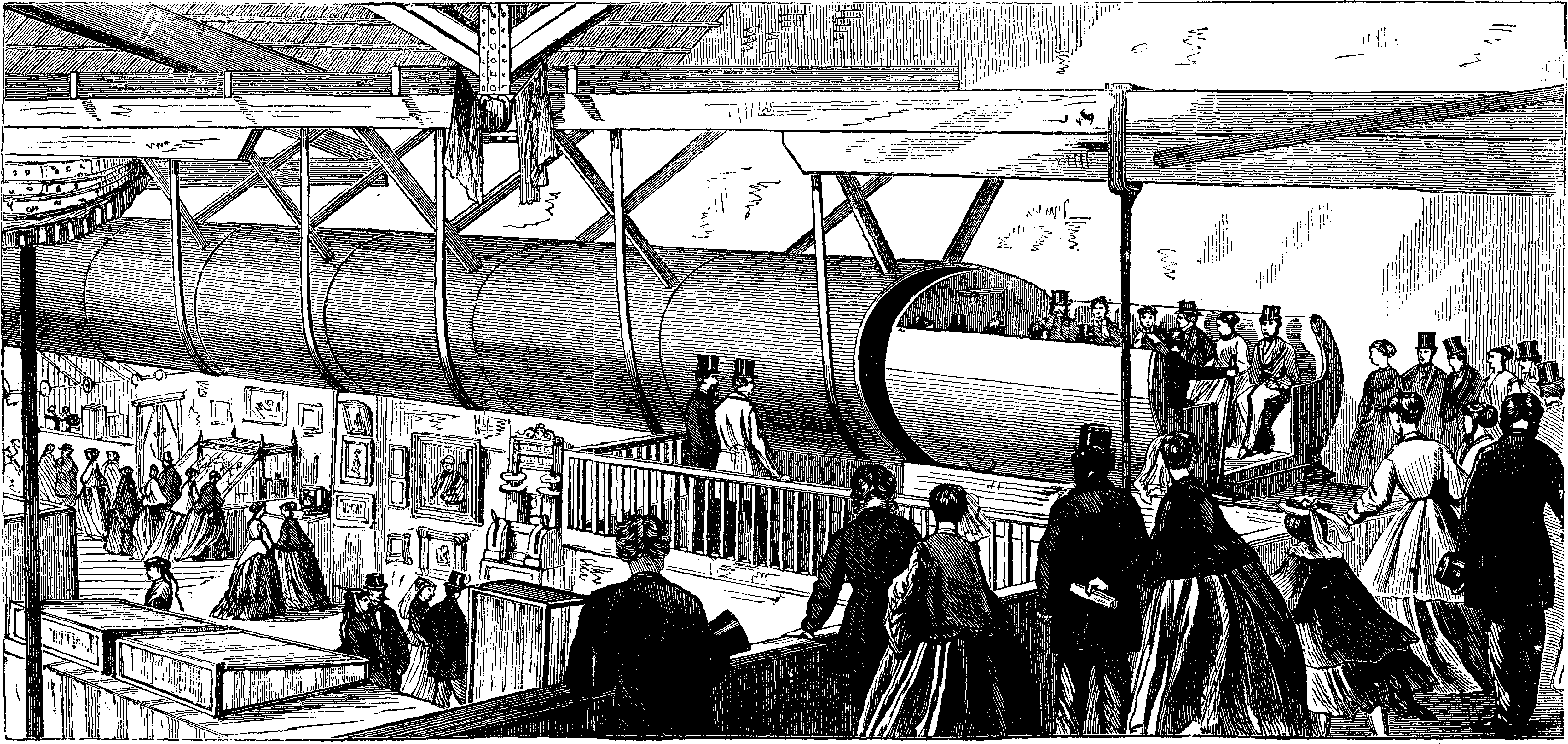
展示会の様子 1867年

1860年代、ニューヨークの道路事情はますます悪化し、歩行者や馬車や蒸気自動車がひしめき合っていた。ニューヨークで稼働する15万頭の馬は毎日10kgの糞を路上に垂れ流し、乾くと粉塵になって街を覆うという劣悪な環境だった。ビーチはこのシステムこそが打開策だと宣伝し、市当局に実用化に向けての資金援助を申し出た。
しかし、民主党のウィリアム・トウィード上院議員(William M.Tweed,1823-78)は新しい交通機関の参入を許さなかった。ニューヨークの”ボス”として知られるトウィードにとって、道路事情よりも既存の公共交通機関から受け取る賄賂のほうが重要なのだった。

## 着工
そこでビーチは、ブロードウェイの1ブロック区間に『実験用の郵便気送管』を設置する申請を出し、認可が得られると次に市当局の反応を窺いながら『気送管の埋設工事』へと書類を修正した。最初の1年はトンネルの掘削機械の開発に費やした。ウォーレンst.の角にあるデブリン衣料品店の地下1階と2階を5年間4千ドルで契約すると、1869年に密かにトンネル工事を開始した。申請書と異なる違法な工事だが、大衆が実物を見てしまえば市当局も認めざるを得ないだろうという策略だった。
規模は直径2.7m、深さ6ｍ。「ビーチ・トンネリングシールド」と命名した円筒形の掘削機械は、ゆっくりと回転して土を削りながら、周囲に取り付けた18個の油圧シリンダーが壁を煉瓦で固めた。作業員は筒の中にいるので安全だった。方位磁石で進路を定め、途中途中でトンネルの天井に連結式の鉄の棒を打ち込み先端が路面に飛び出すのを見て方向と深さを確認した。1日に約2.5ｍ掘り進み、夜中になると土を運び出した。深夜の現場管理は21歳になる息子のフレデリックに任された。こうしてブロードウェイのウォーレンst.からマレーst.までの1ブロック(約90ｍ)の区間に、アメリカ初となるシールドトンネルを築き上げた。

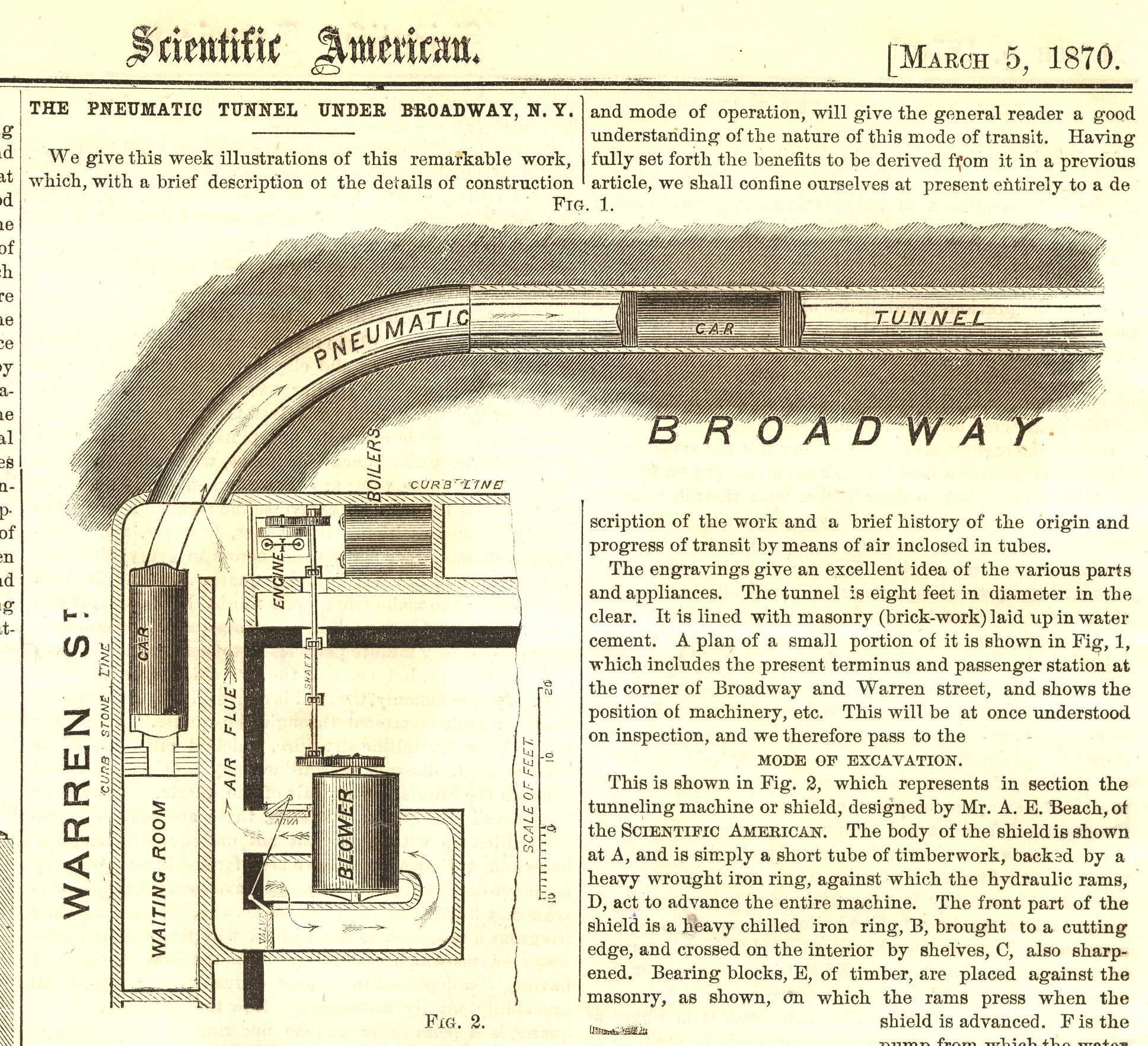
システムの概略図

この大掛りな工事を市当局が気付かないはずがなく、役人が査察に来たことがあったが作業員が追い払った。ビーチは毅然とした態度を貫いたがトンネルが崩れて道路が陥没する夢を何度も見たという。トンネル部分は58日間で完成した。

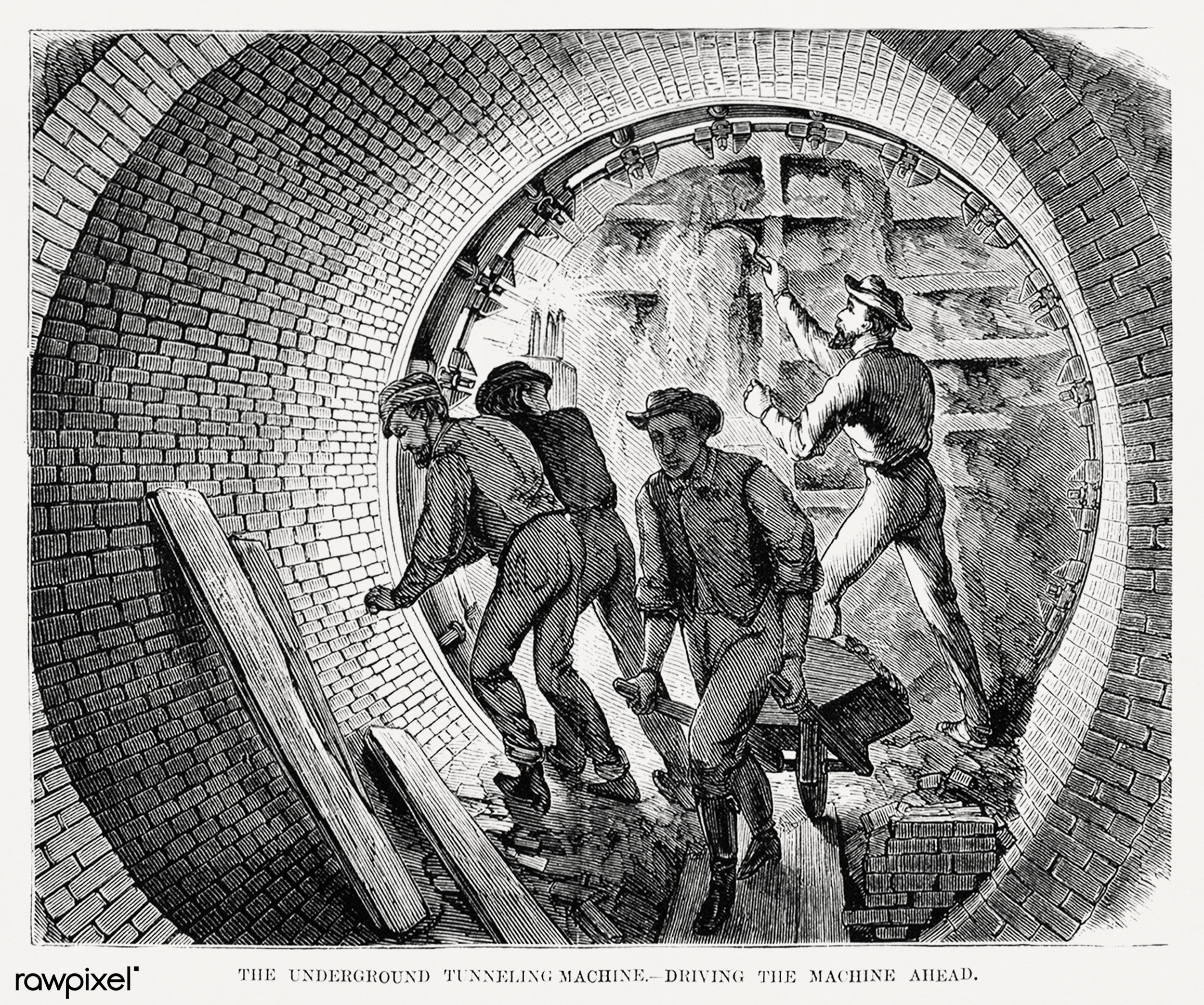
ビーチ・トンネリングシールド

ボイラー室および機械室にはインディアナ州から取り寄せた蒸気エンジンとルーツ式ブロアを設置した。本来は鉱山の坑道の換気に使われるもので、作動すると地上の通気口の近くに落ちているゴミを吸い寄せるほど強力だった。
ビーチは多くの人々が持つ地下室の陰湿なイメージを払拭しようと、待合室を明るいシャンデリアで照らし、グランドピアノや柱時計、水槽、絵画、花などを飾って高級で居心地の良い空間に仕上げた。この装飾だけで7万ドル(現在の168万ドル)の費用を費やした。

## 一般公開
1870年2月26日、市や州の有力者や著名な技術者、記者たちを招待して「ビーチ・ニューマチック・トランジット」を披露し、翌日からは入場料25セント(現在の6ドル)で一般公開された。美しい地下室に人々は感嘆の声を上げたが、さらに驚いたのは丸いトンネルとそこにぴったりと納まる円筒形の客車であった。

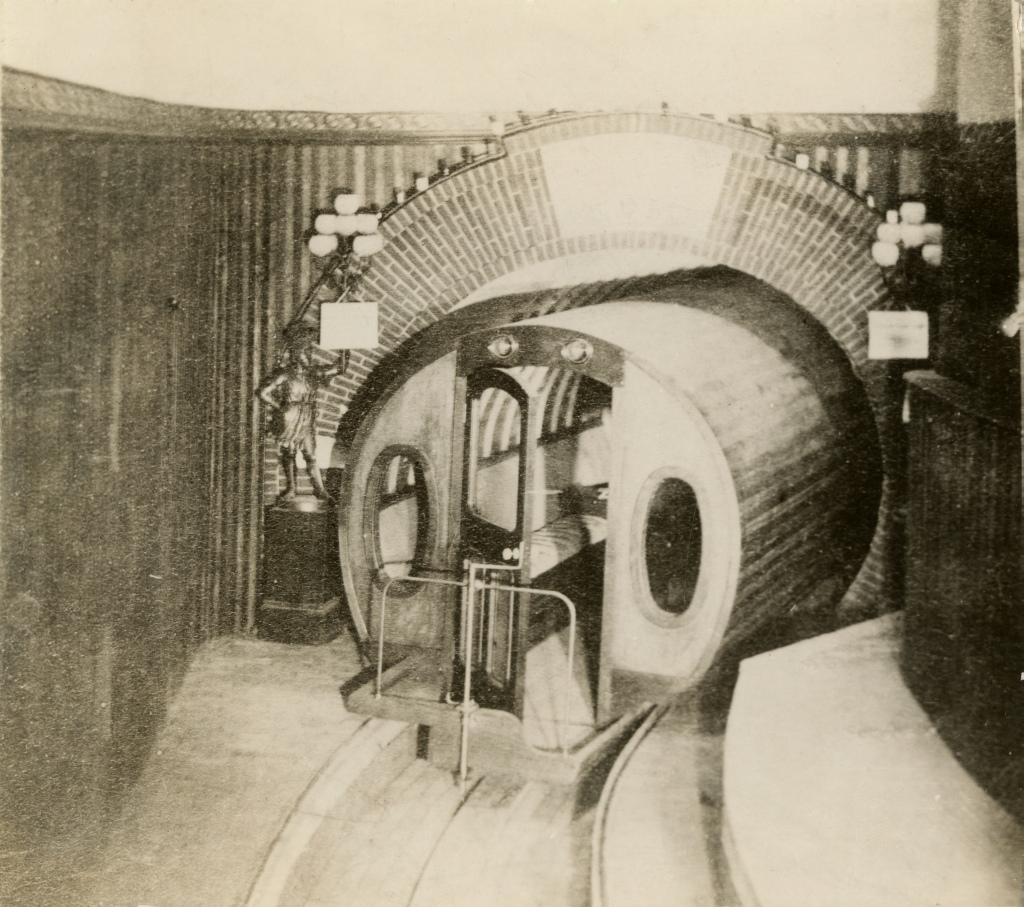
地下駅と客車

22人乗りの客車がたった90mを時速10〜15キロで行ったり来たりするだけなのだが、蒸気エンジンしか知らない時代、大きな音も煙も出さずにコトコトという車輪の音だけで乗り物が動くのは驚異的な体験であった。新しいアトラクションを体験しようと毎日多くの見物客が群がり、警官が交通整理に駆り出されることもあった。

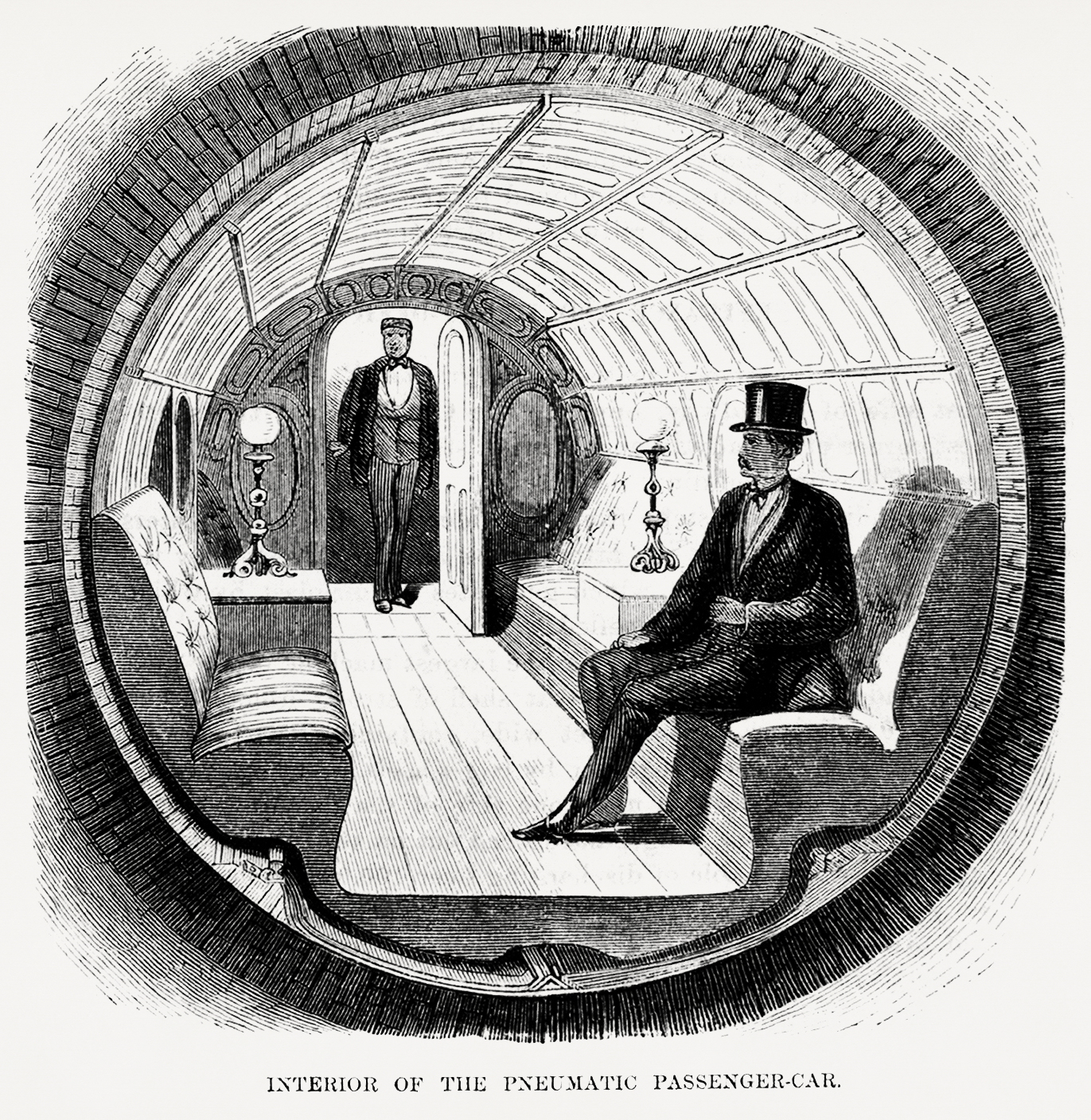
車内の様子

最初の1年で40万人が来場したが、収益は活動が営利目的でないことを証明するため南北戦争孤児の慈善団体に寄付された。長い待ち時間のおかげでデブリン衣料品店の売れ行きも伸びた。

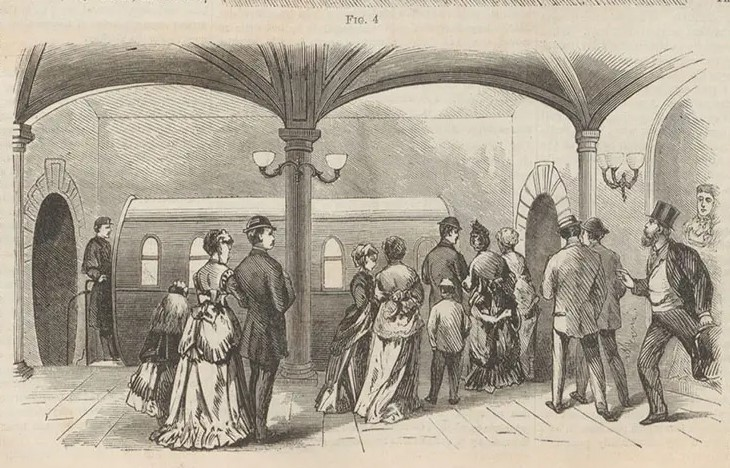
乗車を待つ人々

ビーチはセントラルパークまでの8km区間を開通しようと、法案を通すために政治家や投資家を相手にロビー活動を続けた。

## 政界の圧力
ビーチの手口に激怒したトウィード上院議員は、虚偽の申請と無許可の工事を行なった罪で彼を逮捕すべきだと主張し、さらに鉄道会社と結託して高架鉄道の建設を推進しようとした。
だがビーチの地下交通システムは500万ドルに対して高架鉄道は5,000万ドルを試算。さらに工事中の渋滞や完成後の街の景観などを比較しても圧倒的にビーチが優勢だった。1871〜1872年に市議会はビーチの案を承認し、ジョン・ホフマン州知事(John T. Hoffman)に提示した。
ところが州知事は、不動産所有者らが主張する「トンネル工事による地盤への悪影響」を理由に一方的にトウィードの高架鉄道案を認可した。ホフマンはトウィードの支援で州知事に任命された人物であり、マンハッタンの不動産所有者らも政界と深く関わっていたのである。
だがトウィードの勢力もここまでだった。彼らの闇帳簿が新聞に暴露されたのをきっかけに会計監査が行われ、トウィードは汚職容疑で逮捕、ホフマン州知事も解任された。新しく選ばれたジョン・ディックス州知事はビーチの偉業を褒め称え、1873年についに州の承認を得ることが出来た。
トウィードには懲役12年の実刑判決が言い渡され1887年に獄中で64歳で死亡した。

## プロジェクトの終局
ようやく法案が通ったものの、ビーチは既に自己資金35万ドル(現在の840万ドル)を投入しており、資金不足になったため公開から3年後の1873年4月にデモンストレーション走行を終了した。折悪しく世の中の景気が悪化し1873年恐慌に突入、投資家たちは次々に資金援助を停止し州知事も承認を撤回した。プロジェクトは完全に終了した。
3年後、ビーチは法に則ってニューヨーク市との約束を果たすべく全長300mの実験用の郵便気送管を造った。「ビーチ自動郵便集配システム」と名付けられたこの装置は街灯に設けられた郵便ポストに郵便物を投下し集荷する仕組みで、小規模ではあったがアメリカで最初の気送管となり、1890年代にニューヨークで実用化される郵便気送管の礎となった。
地下駅とトンネルはワインセラー、射撃場、倉庫などの用途に貸し出されたが、1898年の火災で建物が焼失した際に閉鎖した。

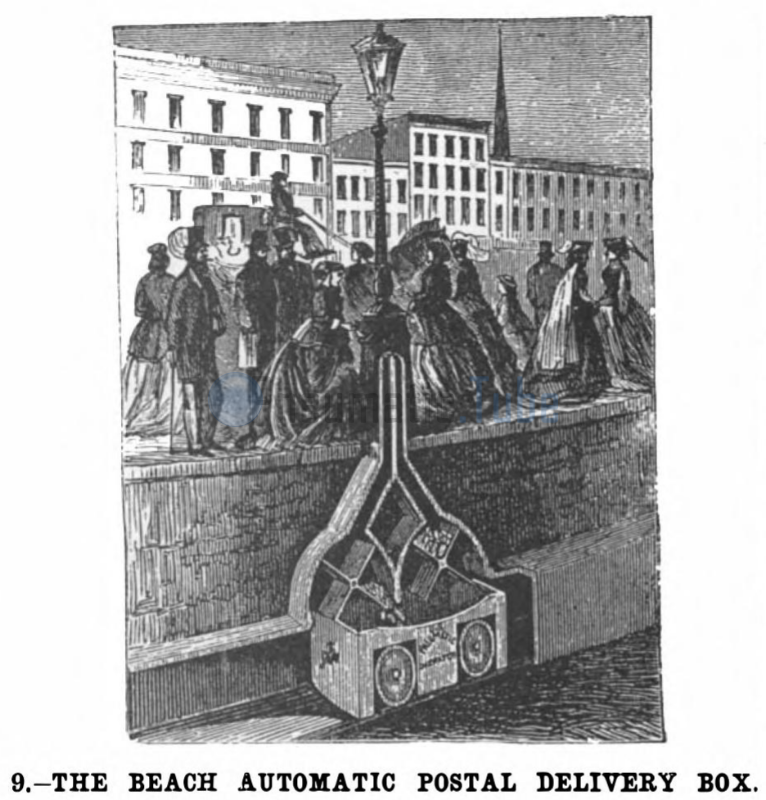
街灯の郵便ポスト

## アルフレッド・ビーチのその後
プロジェクトの失敗でビーチは活力を失い、すっかり別人のようになってしまったという。もともと敬虔な信仰心の持ち主ではあったが以前にも増して温厚になり、刑務所で死亡したトウィードを恨むこともなかった。独学でスペイン語を学習しサイエンティフィック・アメリカンの中南米版を出版するなどして経済的には立ち直った。
1896年1月1日に肺炎で69歳で亡くなった。ニューヨークタイムズ紙が小さな死亡記事を載せただけでほとんど注目されなかった。それから10年も経たない1904年にニューヨーク市地下鉄が開業した。

## 地下駅の発見
ニューマチック・トランジットの閉鎖から40年後の1912年、市庁舎前で地下鉄IRTレキシントンAve.線の工事をしていた作業員が偶然地下空間を発見した。一部の調度品は腐食していたが、トンネルや木製の客車、待合室のグランドピアノなどがそのまま残されていた。トンネルの端に埋まっていた掘削機はイエール大学が引き取ったがその後の所在は不明である。
シティホール駅の工事区画内と重なっていたため保存はされなかったが、施設の一部は今も存在すると考えられている。現在、BMTブロードウェイ線のシティホール駅の壁に『ニューヨーク地下鉄の父』とビーチを称える小さな銘板が設置されている。

### 出展
1. ↑  “Frederic Delaitre's Lost Subways / Crystal Palace Atmospheric Railway”. fdelaitre.org. 2024年12月13日閲覧。
2. ↑  Most, Doug. “Scientific American’s Owner Built the First New York Subway [Excerpt]” (英語). Scientific American. 2024年12月20日閲覧。
3. ↑  Standage, Tom (2021年8月3日). “The lost history of the electric car – and what it tells us about the future of transport” (英語). The Guardian. ISSN 0261-3077 2025年2月3日閲覧。
4. ↑  Courage, Katherine Harmon (2020年9月1日). “The First Subway in New York City Was a Cylindrical Car Pushed by Air” (英語). Scientific American. 2024年12月29日閲覧。
5. ↑  “The Secret Pneumatic Subway: Beach vs Tweed” (英語). StMU Research Scholars. 2024年12月12日閲覧。
6. ↑  “Alfred Ely Beach And His Wonderful Pneumatic Underground Railway” (英語). AMERICAN HERITAGE. 2024年12月12日閲覧。
7. ↑  “Alfred Ely Beach And His Wonderful Pneumatic Underground Railway” (英語). AMERICAN HERITAGE. 2024年12月18日閲覧。
8. ↑  “The New York Historical” (英語). www.nyhistory.org. 2024年12月20日閲覧。
9. ↑  “Alfred Ely Beach And His Wonderful Pneumatic Underground Railway” (英語). AMERICAN HERITAGE. 2024年12月13日閲覧。
10. ↑  “Alfred Ely Beach And His Wonderful Pneumatic Underground Railway” (英語). AMERICAN HERITAGE. 2024年12月13日閲覧。
11. ↑  Nevius, James (2018年6月27日). “The elevated era” (英語). Curbed NY. 2024年12月18日閲覧。
12. ↑  “Notable Resident: William Magear "Boss" Tweed” (英語). Green-Wood. 2024年12月31日閲覧。
13. ↑  Nevius, James (2018年6月27日). “The elevated era” (英語). Curbed NY. 2024年12月18日閲覧。
14. ↑  “William Boss Tweed, political machines, U.S. history, corruption, Gilded Age, political power, Tammany Hall, urban politics” (英語). Bill of Rights Institute. 2024年12月10日閲覧。
15. ↑  “Alfred Ely Beach And His Wonderful Pneumatic Underground Railway” (英語). AMERICAN HERITAGE. 2024年12月18日閲覧。
16. ↑  “Alfred Ely Beach And His Wonderful Pneumatic Underground Railway” (英語). AMERICAN HERITAGE. 2024年12月18日閲覧。
17. ↑  “Alfred Ely Beach And His Wonderful Pneumatic Underground Railway” (英語). AMERICAN HERITAGE. 2024年12月18日閲覧。
18. ↑  Blakey02 (2023年9月13日). “Beach Pneumatic Transit “New” Photos”. r/nycrail. 2024年12月20日閲覧。
19. ↑  “Klaatu Article”. www.klaatu.org. 2024年12月18日閲覧。